# IC 1662
IC 1662 — галактика типу OCL (розпилене скупчення) у сузір'ї Тукан.
Цей об'єкт міститься в оригінальній редакції індексного каталогу.